# Черро-Веронезе
Черро-Веронезе (італ. Cerro Veronese, вен. Cero Veronexe) — муніципалітет в Італії, у регіоні Венето, провінція Верона.
Черро-Веронезе розташоване на відстані близько 430 км на північ від Рима, 105 км на захід від Венеції, 15 км на північ від Верони.
Населення — 2484 особи (2014).

## Демографія
Населення за роками:

Станом на 1 січня 2023 року в муніципалітеті офіційно проживало 216 іноземців з 30 країн, серед них 106 громадян країн Євросоюзу та 5 громадян України.

## Сусідні муніципалітети
- Боско-К'єзануова
- Греццана
- Ровере-Веронезе